# Evangelische Kirche (Wiesbaden-Kloppenheim)

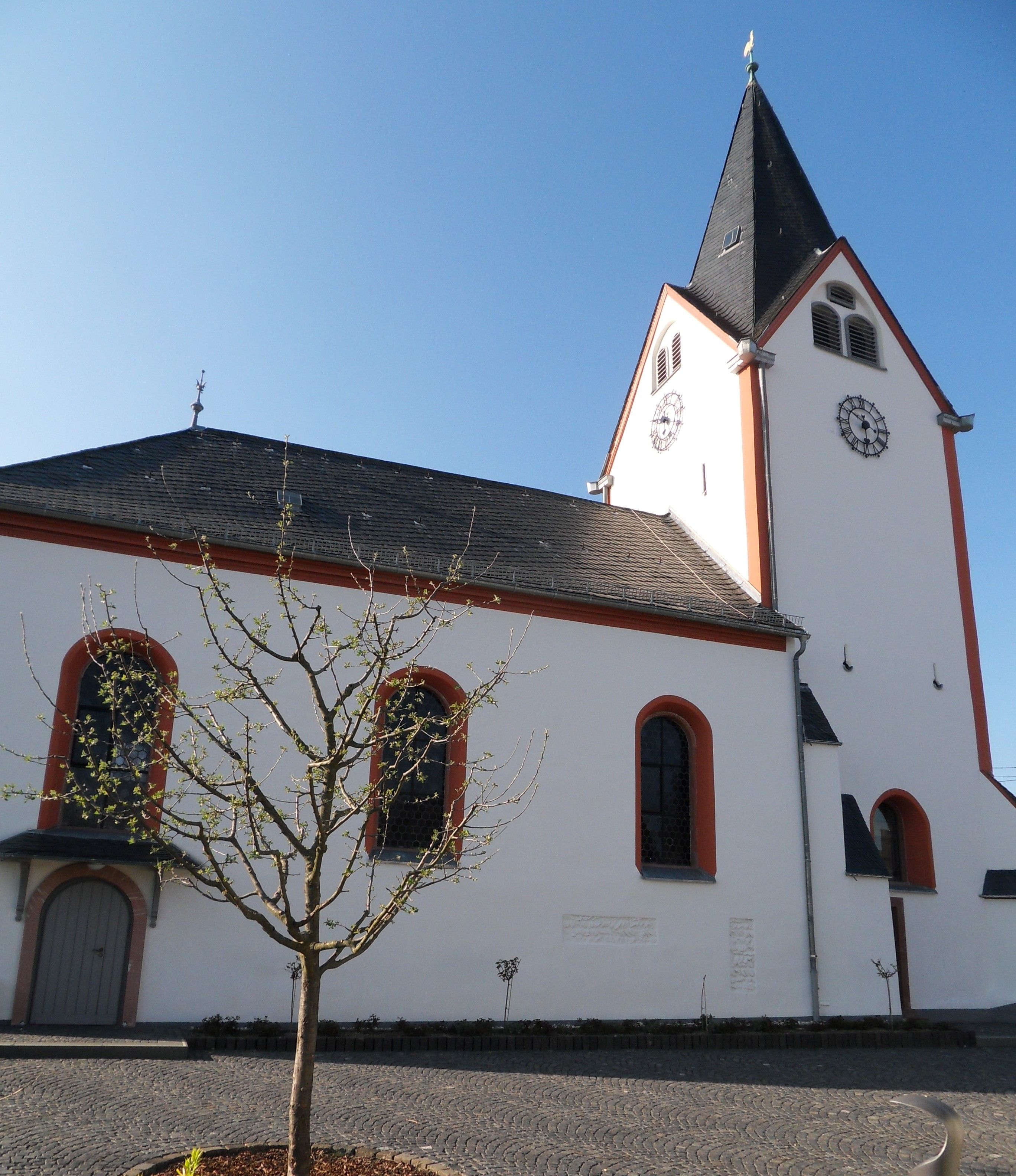
Evangelische Kirche (Wiesbaden-Kloppenheim)

Die Evangelische Kirche Wiesbaden-Kloppenheim ist ein denkmalgeschütztes Kirchengebäude in Kloppenheim, einem Ortsbezirk der kreisfreien Stadt Wiesbaden (Hessen). Die Bodelschwingh-Kirchengemeinde gehört zum Dekanat Wiesbaden in der Propstei Rhein-Main in der Evangelischen Kirche in Hessen und Nassau.

## Beschreibung
Der spätromanische quadratische Chorturm ist auf Grund seiner Schießscharten ursprünglich einer Wehrkirche zuzuordnen. Er wurde in den folgenden Jahrhunderten mehrfach erhöht. Sein oberstes Geschoss beherbergt die Turmuhr und hinter den als Biforien gestalteten Klangarkaden den Glockenstuhl. Als Abschluss erhielt er 1781 einen schiefergedeckten, spitzen Helm, der sich zwischen den nach oben abschließenden Giebeln erhebt. Das Kirchenschiff wurde an ihn 1706–08 nach Westen angebaut. Zum Chor ist es durch einen Triumphbogen geöffnet. Seine L-förmigen Empore stehen auf gedrehten Säulen. Zur Kirchenausstattung gehören die Kanzel von 1675 und der Altar von 1761. Die Orgel auf der Empore der Schmalseite hat 14 Register, 2 Manuale und ein Pedal und wurde 1898 von Karl-Heinz Voigt gebaut und 1974 durch Appolonius Bosch umgebaut.